# Monument Nacional del Cap Krusenstern
El Monument Nacional del cap Krusenstern (Cape Krusenstern National Monument) se centra en una plana costanera esquitxada de llacunes considerables al costat de suaus turons de pedra calcària ubicat al Northwest Arctic Borough, al nord-oest d'Alaska (Estats Units). Al cap Krusenstern gairebé 5.000 anys de la prehistòria estan representats en 114 crestes de platja ben conservades adjacents a la llacuna Krusenstern (Krusenstern Lagoon). Hi ha restes d'una presència humana al penya-segat darrere de les crestes que daten d'uns 9000 anys abans del present.
El president Jimmy Carter va proclamar el cap Kursenstern Monument Nacional sota la Llei d'antiguitats del 1906 l'1 de desembre del 1978. El monument nacional, administrat pel National Park Service dels Estats Units, cobreix 2.627 quilòmetres quadrats al llarg de 112,7 quilòmetres del mar dels Txuktxis (Chukchi Sea). Es troba completament al nord del cercle Àrtic.
El poble inupiaq segueix utilitzant avui dia la zona amb fins de 
subsistència. Els aiguamolls extensos del monument són l'hàbitat de les aus costaneres de llocs tan llunyans com l'Amèrica del Sud. Els excursionistes i navegants poden veure veritables catifes de flors silvestres entre arbustos que contenen brins de qiviut (sotallana) dels bous mesquers que vaguen pel cap. El monument és coextensiu amb el Districte Arqueològic del Cap Krusenstern (Cape Krusenstern Archeological District) establert el 7 de novembre del 1973.